# Фрю Макміллан
Фрю Доналд Макміллан (англ. Frew Donald McMillan, нар. 20 травня 1942) — колишній південноафриканський тенісист, багаторазовий переможець турнірів Великого шолома в парному та змішаному парному розрядах, колишня перша ракетка ATP у парному розряді (23 серпня 1977).
Здобув два одиночні та шістдесят три парні титули туру ATP.
Найвищу одиночну позицію світового рейтингу — 36 місце досяг 6 березня 1974 року.
Завершив кар'єру 1983 року.

## Одиночні фінали серії Гран Прі

### Поразка (1)
| Результат | Рік  | Турнір      | Опонент    | Рахунок            |
| --------- | ---- | ----------- | ---------- | ------------------ |
| Поразка   | 1970 | Йоганесбурґ | Род Лейвер | 6–4, 2–6, 1–6, 2–6 |

## Одиночний розряд титули (2)
| Ранг | Дата | Турнір        | Покриття | Опонент      | Рахунок                 |
| 1    | 1974 | Munich WCT    | Килим    | Нікола Пилич | 5–7, 7–6(7–4), 7–6(7–4) |
| 2    | 1976 | Nuremberg Cup | Килим    | Томас Кош    | 2–6, 6–3, 6–4           |

## Титули у парному розряді (63)
| Ранг | Дата | Турнір                                          | Покриття   | Партнер          | Опоненти                            | Рахунок            |
| 1.   | 1970 | Washington Open, US                             | Тверде     | Боб Г'юїтт       | Іліє Настасе Йон Ціріак             | 7–5, 6–0           |
| 2.   | 1970 | Hamburg, Germany                                | Ґрунт      | Боб Г'юїтт       | Том Оккер Нікола Пилич              | 6–3, 7–5, 6–2      |
| 3.   | 1972 | Борнмут, Велика Британія                        | Ґрунт      | Боб Г'юїтт       | Іліє Настасе Іон Ціріак             | 7–5, 6–2           |
| 4.   | 1972 | French Open, Paris                              | Ґрунт      | Боб Г'юїтт       | Патрісіо Корнехо Хайме Фійоль       | 6–3, 8–6, 3–6, 6–1 |
| 5.   | 1972 | Bristol, United Kingdom                         | Трава      | Боб Г'юїтт       | Кларк Гребнер Лью Гоуд              | 6–3, 6–2           |
| 6.   | 1972 | Вімблдонський турнір, London                    | Трава      | Боб Г'юїтт       | Стен Сміт Ерік ван Діллен           | 6–2, 6–2, 9–7      |
| 7.   | 1972 | Мастерс Цинциннаті, US                          | Ґрунт      | Боб Г'юїтт       | Пол Геркен Хумфрі Хос               | 7–6, 6–4           |
| 8.   | 1972 | Indianapolis, Indiana, US                       | Ґрунт      | Боб Г'юїтт       | Патрісіо Корнехо Хайме Фійоль       | 6–2, 6–3           |
| 9.   | 1972 | Albany, New York, US                            | Килим      | Боб Г'юїтт       | Ове Нільс Бенгтсон Б'єрн Борг       | 6–4, 6–2           |
| 10.  | 1973 | Джексон, US                                     | Тверде (i) | Зан Геррі        | Хайме Пінто Браво Тіто Васкес       | 6–2, 6–4           |
| 11.  | 1973 | Tanglewood, US                                  | Other      | Боб Кармайкл     | Ісмаїл Ель-Шафей Браян Феерлі       | 6–3, 6–4           |
| 12.  | 1973 | Indianapolis, Indiana, US                       | Ґрунт      | Боб Кармайкл     | Мануель Орантес Іон Ціріак          | 6–3, 6–4           |
| 13.  | 1973 | Quebec City, Canada                             | Other      | Боб Кармайкл     | Джиммі Коннорс Марті Ріссен         | 6–2, 7–6           |
| 14.  | 1974 | Salisbury, Maryland, US                         | Килим      | Джиммі Коннорс   | Байрон Бертрам Ендрю Паттісон       | 3–6, 6–2, 6–1      |
| 15.  | 1974 | Вашингтон, US                                   | Килим      | Боб Г'юїтт       | Том Оккер Марті Ріссен              | 7–6, 6–3           |
| 16.  | 1974 | Rotterdam, Netherlands                          | Килим      | Боб Г'юїтт       | Pierre Barthès Іліє Настасе         | 3–6, 6–4, 6–3      |
| 17.  | 1974 | Мюнхен, Німеччина                               | Килим      | Боб Г'юїтт       | Pierre Barthès Іліє Настасе         | 6–2, 7–6           |
| 18.  | 1974 | Йоганнесбург, ПАР                               | Тверде     | Боб Г'юїтт       | Джим Макманус Ендрю Паттісон        | 6–2, 6–4, 7–6      |
| 19.  | 1974 | World Парний розряд WCT, Montreal               | Килим      | Боб Г'юїтт       | Овен Девідсон Джон Ньюкомб          | 6–2, 6–7, 6–1, 6–2 |
| 20.  | 1974 | Johannesburg, South Africa                      | Тверде     | Боб Г'юїтт       | Том Оккер Марті Ріссен              | 7–6, 6–4, 6–3      |
| 21.  | 1975 | Rotterdam WCT, Нідерланди                       | Килим      | Боб Г'юїтт       | Хосе Їгерас Балаж Тароці            | 6–2, 6–2           |
| 22.  | 1975 | Мюнхен, Німеччина                               | Килим      | Боб Г'юїтт       | Коррадо Барадзутті Тоніно Цугареллі | 6–3, 6–4           |
| 23.  | 1975 | Мастерс Монте-Карло, Монако                     | Ґрунт      | Боб Г'юїтт       | Артур Еш Том Оккер                  | 6–3, 6–2           |
| 24.  | 1975 | Stockholm, Sweden                               | Тверде (i) | Боб Г'юїтт       | Чарлі Пасарелл Роско Теннер         | 3–6, 6–3, 6–4      |
| 25.  | 1976 | Колумбус (Огайо), US                            | Килим      | Боб Г'юїтт       | Артур Еш Том Оккер                  | 7–6, 6–4           |
| 26.  | 1976 | Baltimore WCT, US                               | Килим      | Боб Г'юїтт       | Іліє Настасе Кліфф Річі             | 3–6, 7–6, 6–4      |
| 27.  | 1976 | Торонто, Канада                                 | Килим      | Хайме Фійоль     | Олександр Метревелі Іліє Настасе    | 6–7, 6–2, 6–3      |
| 28.  | 1976 | Rotterdam WCT, Нідерланди                       | Килим      | Род Лейвер       | Артур Еш Том Оккер                  | 6–1, 6–7, 7–6      |
| 29.  | 1976 | Basel, Switzerland                              | Килим      | Том Оккер        | Їржі Гржебець Ян Кодеш              | 6–4, 7–6, 6–4      |
| 30.  | 1976 | Nuremberg Cup                                   | Килим      | Карл Майлер      | Колін Даудесвелл Пол Кронк          | 7–6, 6–4           |
| 31.  | 1976 | Vienna, Austria                                 | Тверде (i) | Боб Г'юїтт       | Браян Готтфрід Рауль Рамірес        | 6–4, 4–0 retired   |
| 32.  | 1976 | Cologne, Germany                                | Килим      | Боб Г'юїтт       | Колін Даудесвелл Майк Естеп         | 6–1, 3–6, 7–6      |
| 33.  | 1976 | Стокгольм, Швеція                               | Тверде (i) | Боб Г'юїтт       | Том Оккер Марті Ріссен              | 6–4, 4–6, 6–4      |
| 34.  | 1977 | Philadelphia WCT, US                            | Килим      | Боб Г'юїтт       | Войцех Фібак Том Оккер              | 6–1, 1–6, 6–3      |
| 35.  | 1977 | Springfield, Massachusetts, US                  | Килим      | Боб Г'юїтт       | Іон Ціріак Гільєрмо Вілас           | 7–6, 6–2           |
| 36.  | 1977 | Сан-Хосе (Каліфорнія), US                       | Тверде     | Боб Г'юїтт       | Том Гормен Джефф Мастерз            | 6–2, 6–3           |
| 37.  | 1977 | Мастерс Індіан-Веллс, US                        | Тверде     | Боб Г'юїтт       | Марті Ріссен Роско Теннер           | 7–6, 7–6           |
| 38.  | 1977 | Йоганнесбург, ПАР                               | Тверде     | Боб Г'юїтт       | Чарлі Пасарелл Ерік ван Діллен      | 6–2, 6–0           |
| 39.  | 1977 | La Costa, California, US                        | Тверде     | Боб Г'юїтт       | Рей Раффелз Аллан Стоун             | 6–4, 6–2           |
| 40.  | 1977 | Pacific Southwest Championships, US             | Килим      | Боб Г'юїтт       | Боб Лутц Стен Сміт                  | 6–3, 6–4           |
| 41.  | 1977 | Jackson, US                                     | Килим      | Боб Г'юїтт       | Філ Дент Кен Роузволл               | 6–2, 7–6           |
| 42.  | 1977 | Відкритий чемпіонат США з тенісу, New York City | Ґрунт      | Боб Г'юїтт       | Браян Готтфрід Рауль Рамірес        | 6–4, 6–0           |
| 43.  | 1977 | Лос-Анджелес                                    | Тверде     | Сенді Меєр       | Том Леонард Майк Машетт             | 6–2, 6–3           |
| 44.  | 1977 | Madrid, Spain                                   | Ґрунт      | Боб Г'юїтт       | Антоніо Муньйос Мануель Орантес     | 6–7, 7–6, 6–3, 6–1 |
| 45.  | 1977 | Відень, Австрія                                 | Тверде (i) | Боб Г'юїтт       | Войцех Фібак Ян Кодеш               | 6–4, 6–3           |
| 46.  | 1977 | Кельн, Німеччина                                | Килим      | Боб Г'юїтт       | Фред Макнеер Шервуд Стюарт          | 6–3, 7–5           |
| 47.  | 1977 | Wembley, United Kingdom                         | Тверде (i) | Сенді Меєр       | Браян Готтфрід Рауль Рамірес        | 6–3, 7–6           |
| 48.  | 1978 | Baltimore, Maryland, US                         | Килим      | Фред Макнеер     | Роджер Тейлор Тоніно Цугареллі      | 6–3, 7–5           |
| 49.  | 1978 | Philadelphia WCT, US                            | Килим      | Боб Г'юїтт       | Вітас Ґерулайтіс Сенді Меєр         | 6–4, 6–4           |
| 50.  | 1978 | Richmond WCT, US                                | Килим      | Боб Г'юїтт       | Вітас Герулайтіс Сенді Меєр         | 6–3, 7–5           |
| 51.  | 1978 | St. Louis WCT, US                               | Килим      | Боб Г'юїтт       | Войцех Фібак Том Оккер              | 6–3, 6–2           |
| 52.  | 1978 | Denver, Colorado, US                            | Килим      | Боб Г'юїтт       | Фред Макнеер Шервуд Стюарт          | 6–3, 6–2           |
| 53.  | 1978 | Йоганнесбург, ПАР                               | Тверде     | Боб Г'юїтт       | Колін Діблі Джефф Мастерз           | 7–5, 7–6           |
| 54.  | 1978 | Queen's Club Championships, London              | Трава      | Боб Г'юїтт       | Фред Макнеер Рауль Рамірес          | 6–2, 7–5           |
| 55.  | 1978 | Wimbledon, London                               | Трава      | Боб Г'юїтт       | Пітер Флемінг Джон Макінрой         | 6–1, 6–4, 6–2      |
| 56.  | 1979 | Stuttgart Outdoor, Німеччина                    | Ґрунт      | Колін Даудесвелл | Войцех Фібак Павел Сложил           | 6–4, 6–2, 2–6, 6–4 |
| 57.  | 1979 | Базель, Швейцарія                               | Тверде (i) | Боб Г'юїтт       | Браян Готтфрід Рауль Рамірес        | 6–3, 6–4           |
| 58.  | 1979 | Відень, Австрія                                 | Тверде (i) | Боб Г'юїтт       | Браян Готтфрід Рауль Рамірес        | 6–4, 3–6, 6–1      |
| 59.  | 1979 | Йоганнесбург, ПАР                               | Тверде     | Боб Г'юїтт       | Майк Кейгілл Бастер Моттрам         | 1–6, 6–1, 6–4      |
| 60.  | 1980 | Йоганнесбург, ПАР                               | Тверде     | Боб Г'юїтт       | Колін Даудесвелл Гайнц Ґюнтгардт    | 6–4, 6–3           |
| 61.  | 1980 | Stuttgart Outdoor, Німеччина                    | Ґрунт      | Колін Даудесвелл | Кріс Льюїс Джон Юїлл                | 6–3, 6–4           |
| 62.  | 1981 | Brussels, Belgium                               | Килим      | Сенді Меєр       | Кевін Каррен Стів Дентон            | 4–6, 6–3, 6–3      |
| 63.  | 1982 | Йоганнесбург, ПАР                               | Тверде     | Браян Готтфрід   | Шломо Глікштейн Ендрю Паттісон      | 6–2, 6–2           |

## Фінали Великого шолома

### Парний розряд (5 перемог)
| Результат | Рік  | Турнір                           | Покриття | Партнер    | Опоненти                      | Рахунок            |
| --------- | ---- | -------------------------------- | -------- | ---------- | ----------------------------- | ------------------ |
| Перемога  | 1967 | Вімблдонський турнір             | Трава    | Боб Г'юїтт | Рой Емерсон Кен Флетчер       | 6–2, 6–3, 6–4      |
| Перемога  | 1972 | French Open                      | Ґрунт    | Боб Г'юїтт | Патрісіо Корнехо Хайме Фійоль | 6–3, 8–6, 3–6, 6–1 |
| Перемога  | 1972 | Wimbledon (2)                    | Трава    | Боб Г'юїтт | Стен Сміт Ерік ван Діллен     | 6–2, 6–2, 9–7      |
| Перемога  | 1977 | Відкритий чемпіонат США з тенісу | Тверде   | Боб Г'юїтт | Браян Готтфрід Рауль Рамірес  | 6–4, 6–0           |
| Перемога  | 1978 | Wimbledon (3)                    | Трава    | Боб Г'юїтт | Пітер Флемінг Джон Макінрой   | 6–1, 6–4, 6–2      |

### Мікст (5 перемог, 6 поразок)
| Результат | Рік  | Турнір                               | Покриття | Партнер         | Опоненти                         | Рахунок            |
| --------- | ---- | ------------------------------------ | -------- | --------------- | -------------------------------- | ------------------ |
| Перемога  | 1966 | Відкритий чемпіонат Франції з тенісу | Ґрунт    | Аннетт ван Зіль | Енн Джонс Кларк Гребнер          | 1–6, 6–3, 6–2      |
| Поразка   | 1970 | Відкритий чемпіонат США з тенісу     | Трава    | Джуді Тегарт    | Маргарет Корт Марті Ріссен       | 4–6, 4–6           |
| Поразка   | 1976 | US Open (2)                          | Трава    | Бетті Стеве     | Біллі Джин Кінг Філ Дент         | 6–3, 2–6, 5–7      |
| Поразка   | 1977 | Wimbledon                            | Трава    | Бетті Стеве     | Грір Стівенс Боб Г'юїтт          | 6–3, 5–7, 4–6      |
| Перемога  | 1977 | US Open                              | Трава    | Бетті Стеве     | Біллі Джин Кінг Вітас Ґерулайтіс | 6–2, 3–6, 6–3      |
| Перемога  | 1978 | Wimbledon                            | Трава    | Бетті Стеве     | Біллі Джин Кінг Рей Раффелз      | 6–2, 6–2           |
| Перемога  | 1978 | US Open (2)                          | Тверде   | Бетті Стеве     | Біллі Джин Кінг Рей Раффелз      | 6–3, 7–6           |
| Поразка   | 1979 | Wimbledon (2)                        | Трава    | Бетті Стеве     | Грір Стівенс Боб Г'юїтт          | 5–7, 6–7(7–9)      |
| Поразка   | 1979 | US Open (3)                          | Тверде   | Бетті Стеве     | Грір Стівенс Боб Г'юїтт          | 3–6, 5–7           |
| Поразка   | 1980 | US Open (4)                          | Тверде   | Бетті Стеве     | Венді Тернбулл Марті Ріссен      | 5–7, 2–6           |
| Перемога  | 1981 | Wimbledon (2)                        | Трава    | Бетті Стеве     | Трейсі Остін Джон Остін          | 4–6, 7–6(7–2), 6–3 |